# Aladí (catàleg)
L'Aladí és el catàleg col·lectiu de la Xarxa de Biblioteques Municipals de la província de Barcelona. Aplega i permet identificar tota la informació documental que es troba a les 233 biblioteques i 12 bibliobusos de la Xarxa (dades a 30 de setembre de 2023).
El fons de les biblioteques, amb més de 880.455 títols i 11.050.223 volums, és multidisciplinar i inclou llibres, CD, DVD, revistes, recursos electrònics, registres de bases de dades electrònics, registres de bases de dades electròniques i buidats de revistes i publicacions periòdiques (dades a 30 de setembre de 2023). L'actualització és constant i reflecteix les noves incorporacions de documents a les biblioteques.

## Serveis
La consulta es pot fer sobre tot el conjunt del catàleg col·lectiu, o a les biblioteques d'una comarca, d'un municipi o d'un bibliobús, o bé limitar-la per tipus de document (música, pel·lícules, còmics, audiollibres, lletra gran i braille).
La interfície del catàleg també facilita serveis en línia, com ara: sol·licitud del carnet de la biblioteca, consulta de les dades de l'usuari, renovacions de documents en préstec, reserva de documents que estan prestats i reserva d'ordinadors de la biblioteca, així com de documents en préstec, reserva de documents que estan prestats i reserva d'ordinadors de la biblioteca, així com guardar resultats de cerca i fer valoracions dels documents de catàleg.
Des de la interfície del catàleg col·lectiu es pot accedir també a:
- consulta de bases de dades electròniques
- guia de Xarxa de biblioteques
- novetats que arriben a la Xarxa de biblioteques
- formulari de cerca infantil
- altres catàlegs d'interès

La pretensió d'Aladí és:
1. Facilitar a tots els ciutadans i les ciutadanes l'accés a la informació de les biblioteques
2. Acostar més les biblioteques als ciutadans oferint serveis en línia que facilitin els tràmits més habituals amb les biblioteques
3. Compartir opinions i coneixements amb els usuaris fomentant la seva participació (opinar sobre els documents que consulteu, proposar la compra de nous materials, etc.)[1]